# Valborg Moberg
Valborg Moberg även Valfrid Moberg, tidigare Torsslow, född 20 februari 1855 i Hovförsamlingen, Stockholms stad, död 20 maj 1882 i Hedvig Eleonora församling, Stockholms stad, var en svensk skådespelare.

## Biografi
Valborg Moberg var sondotter till Olof Ulrik Torsslow och Sara Torsslow.
Moberg var elev i Dramatens elevskola och spelade sedan flickroller på Nya teatern 1875–1878 och 1879–1882 på Dramaten. Hon sades ha en välljudande röst och vara naturlig i gester och mimik.
Bland hennes roller märks Lucile i Ponsards Hedern och penningen, Marceile i Dumas Falska juveler och Yvonne i Sardous Seraphine, och hon fick mycket beröm som Cherubin i komedin Figaros bröllop.
Valborg Moberg gifte sig med löjtnant H.L. Moberg. Hon dog i en bröstsjukdom.

## Teater

### Roller (ej komplett)
| År   | Roll         | Produktion | Teater      |
| ---- | ------------ | --- | ----------- |
| 1875 | Preciosa     | Farinelli, eller Kungen och sångaren Jules-Henri Vernoy de Saint-Georges, Auguste Pittaud de Forges och Adolphe de Leuven | Nya teatern |
| 1875 |              | Siri Brahe och Johan Gyllenstierna Gustav III                                                                             | Nya teatern |
| 1876 | Hustrun      | Den ondsinta hustrun Charles-Guillaume Étienne                                                                            | Nya teatern |
| 1876 | Julie        | Familjen Mohrin Johan Jolin                                                                                               | Nya teatern |
| 1876 | Kätchen      | Regina von Emmeritz Zacharias Topelius och August Söderman                                                                | Nya teatern |
| 1876 | Emilie       | Emilies hjärtklappning Johan Ludvig Heiberg                                                                               | Nya teatern |
| 1876 | Systern      | Mellan barken och trädet Ernst Lundquist                                                                                  | Nya teatern |
| 1876 | Trumslagaren | Rataplan eller Den lille trumslagaren Charles-Augustin de Bassompierre och Augustin Vizentini                             | Nya teatern |
| 1876 |              | I Sverige 1676 Louise Stjernström                                                                                         | Nya teatern |
| 1876 | Flora        | Ur sällskapslivet Eduard von Bauernfeld                                                                                   | Nya teatern |
| 1877 | Astrid       | De oförsonlige Ernst Lundquist                                                                                            | Nya teatern |
| 1879 |              | Hvem är han? Richard Kaufmann                                                                                             | Nya teatern |